# Lípa Jana Jiskry z Brandýsa
Tzv. Lípa Jana Jiskry z Brandýsa je památný strom v obci Rouské v okrese Přerov, pojmenovaný po válečníkovi a státníkovi 15. století Janu Jiskrovi z Brandýsa. Lípa malolistá (Tilia cordata) má měřený obvod kmene 620 cm, dosahuje výšky 18 m a její odhadovaný věk 300 let. Za památný strom byla vyhlášena 18. května 1992.